# Thallumetus latifemur
Thallumetus latifemur is een spinnensoort uit de familie van de kaardertjes (Dictynidae).
De wetenschappelijke naam van de soort werd in 1948 als Dictyna latifemur gepubliceerd door Benedicto Abílio Monteiro Soares en Hélio Ferraz de Almeida Camargo.